# Temper Temper
| Совокупная оценка | Совокупная оценка |
| Источник          | Оценка |
| ----------------- | --- |
| Metacritic        | 60/100 |
| Оценки критиков   | |
| Источник          | Оценка |
| Allmusic          | [ 2 ] |
| Artistdirect      | [ 3 ] |
| BBC               | (Negative) |
| Big Cheese        | [ 5 ] |
| Drowned In Sound  | [ 6 ] |
| The Guardian      | [ 7 ] |
| Metal Hammer      | 6 из 10 звёзд · 6 из 10 звёзд · 6 из 10 звёзд · 6 из 10 звёзд · 6 из 10 звёзд · 6 из 10 звёзд · 6 из 10 звёзд · 6 из 10 звёзд · 6 из 10 звёзд · 6 из 10 звёзд |
| NME               | [ 8 ] |
| Loudwire          | 4 из 5 звёзд · 4 из 5 звёзд · 4 из 5 звёзд · 4 из 5 звёзд · 4 из 5 звёзд                                                                                      |
| Source Magazine   | [ 9 ] |
| Ultimate Guitar   | (3.7/10) |
| Playsound         | 5/10 |

Temper Temper (с англ. — «Умерь нрав») — четвёртый студийный альбом валлийской металкор-группы Bullet for My Valentine, издан в феврале 2013 года американским лейблом RCA Records. Продюсером альбома стал Дон Гилмор (Linkin Park, Good Charlotte), который уже ранее продюсировал альбом Fever.

## Об альбоме
Впервые песня «Temper Temper» с будущего альбома прозвучала 22 октября 2012 года на британской радиостанции BBC Radio 1. Одноимённый сингл был выпущен 30 октября. 12 ноября на YouTube появился видеоклип «Temper Temper». Он был снят в Лос-Анджелесе режиссёром Майклом Диспензой.
Второй сингл вышел 17 декабря 2012 под названием «Riot», а 11 февраля 2013 года на YouTube состоялся релиз видеоклипа.

## Список композиций
| №                   | Название                               | Длительность |
| ------------------- | -------------------------------------- | ------------ |
| 1.                  | «Breaking Point»                       | 3:42         |
| 2.                  | «Truth Hurts»                          | 3:36         |
| 3.                  | «Temper Temper»                        | 3:08         |
| 4.                  | «P.O.W.»                               | 3:53         |
| 5.                  | «Dirty Little Secret»                  | 4:55         |
| 6.                  | «Leech»                                | 3:59         |
| 7.                  | «Dead to the World»                    | 5:15         |
| 8.                  | «Riot»                                 | 2:49         |
| 9.                  | «Saints & Sinners»                     | 3:29         |
| 10.                 | «Tears Don't Fall (Part 2)»            | 5:38         |
| 11.                 | «Livin' Life (On the Edge of a Knife)» | 4:01         |
| Общая длительность: | Общая длительность:                    | 44:25        |

| №                   | Название                                                                 | Длительность |
| ------------------- | ------------------------------------------------------------------------ | ------------ |
| 12.                 | «Not Invincible»                                                         | 3:26         |
| 13.                 | «Whole Lotta Rosie» (AC/DC cover) (из шоу "Live Lounge" на BBC Radio 1)) | 4:10         |
| 14.                 | «Scream Aim Fire» (из шоу "Live Lounge" на BBC Radio 1)                  | 5:03         |
| Общая длительность: | Общая длительность:                                                      | 57:04        |

| №                   | Название                                              | Длительность |
| ------------------- | ----------------------------------------------------- | ------------ |
| 15.                 | «Your Betrayal» (из шоу "Live Lounge" на BBC Radio 1) | 5:05         |
| Общая длительность: | Общая длительность:                                   | 62:01        |

| №                   | Название            | Длительность |
| ------------------- | ------------------- | ------------ |
| 15.                 | «Playing with Fire» | 2:50         |
| Общая длительность: | Общая длительность: | 59:54        |

## Позиции в чартах
| Чарт (2013)                           | Позиция |
| ------------------------------------- | ------- |
| Австралия (ARIA)                      | 4       |
| Австрия (Ö3 Austria)                  | 3       |
| Бельгия/Фландрия (Ultratop)           | 65      |
| Бельгия/Валлония (Ultratop)           | 91      |
| Канада (Canadian Albums Chart)        | 9       |
| Франция (SNEP)                        | 51      |
| Германия (Offizielle Top 100)         | 5       |
| Япония (Oricon)                       | 17      |
| Новая Зеландия (RMNZ)                 | 14      |
| Норвегия (VG-lista)                   | 30      |
| Финляндия (Suomen virallinen lista)   | 5       |
| Испания (PROMUSICAE)                  | 85      |
| Швеция (Sverigetopplistan)            | 19      |
| Великобритания (UK Albums Chart)      | 11      |
| США (Billboard 200)                   | 13      |
| США (Billboard Top Rock Albums)       | 5       |
| США (Billboard Top Tastemaker Albums) | 1       |